# 沙罗德·福特
沙罗德·维克托·福特（英語：Sharrod Victor Ford，1982年9月9日—），美国NBA联盟前职业篮球运动员。